# Riforma ortografica della lingua francese del 1835

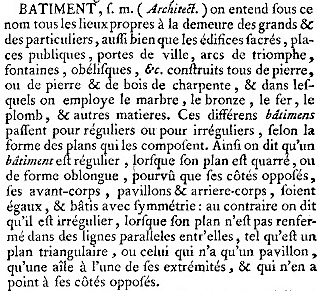
Esempio di testo precedente alla riforma del 1835

La Riforma ortografica della lingua francese del 1835 corrisponde alla pubblicazione della sesta edizione del Dizionario dell'Accademia di Francia. Ha reso obsolete molte grafie e ha dato al francese moderno il suo volto contemporaneo. In molti casi semplifica o regolarizza l'ortografia, o la rende più coerente con la pronuncia; tuttavia, si presenta anche con alcune forme etimologiche più complesse come l'uso delle digrafi ph, rh, th, ecc. L'edizione del "Dizionario" del 1878 ripristinerà parzialmente quest'ultima modifica.

## Modifiche
I due cambiamenti principali sono il cambiamento da oi ad ai in innumerevoli parole, e il plurale di parole in -nt che era ancora in -ns è sistematizzato in -nts. Scompare anche l'uso del segno "&" per "e" nella prosa comune.
Prima del 1835
"Ma foi, je connois le françois & les savans, les dents de mes parens, &c "
Dopo il 1835
"Ma foi, je connais le français et les savants, les dents de mes parents, &c."
Ora pronunciato "oua" nel francese standard, l'ortografia oi ha rappresentato a lungo (e spesso rappresenta ancora) varie pronunce come "ouai" (rimangono tracce nel francese parlato in Québec) o "ai". Già un secolo prima della riforma, Voltaire aveva chiesto invano il passaggio da oi ad ai ; lo mise anche in pratica nella prima edizione della sua opera del 1751 Le Siècle de Louis XIV.

## Applicazione
Secondo Ferdinand Brunot, la stretta del potere sulla società e in particolare sull'università ha permesso una rapida diffusione della nuova grafia. Egli osserva che "dopo l'edizione del 1835, rimasero solo l'innocente protesta Debates e la Revue des Deux Mondes, ostinata scrittura prenans invece di addictive, per ricordare un tempo in cui ognuno scriveva a sua discrezione, senza passare per un uomo senza istruzione." La Revue des Deux-Mondes resistette infatti al cambiamento fino al 1919, poiché lo stesso Chateaubriand, già nel 1800, si rifiutò di applicare i plurali in “-ants” e continuò a scrivere “oi” e non “ai” .